# Tengenenge
Tengenenge é uma comunidade de artesãos multiétnicos, especialistas em esculturas em pedra, fundada em 1966 por Thomas Bloomfield. Está localizada no distrito de Guruve, na província de Mashonaland, em Zimbabwe.
A maioria das esculturas são trabalhadas em técnica Shona e muitas estão em museus e exposição internacionais, como as obras de Henry Munyaradzi que estão expostas no Museu Britânico, e Terrence Musekiwa, que representou o país na exposição de arte Bienal de Veneza, em 2022.

## História
Thomas Bloomfield muda-se para Rodésia (atual Zimbabwe) em 1946, e abre seu negócio de fazenda de tabaco e mineração de cromo. Sanções econômicas impostas por causa da Declaração Unilateral de Independência, no ano de 1965, prejudicam os negócios de mineração e agricultura no país. E em 1966, Bloomfield aprende técnicas básicas de esculpir pedras com o artista e amigo Crispen Chakanyuka, e incentiva os funcionários da fazenda a esculpir em pedras, para garantir renda extra. Bloomfield rebatiza a fazenda de Tengenenge, que é uma palavra da língua Shona, no dialeto de Korekore, e sua tradução livre para o português é "O início do começo".
No ano de 1968, a fazenda já possuía 69 artesãos. Bloomfield divulga os artistas da fazenda, primeiro no pais e depois internacionalmente. E a fazenda se transforma em uma colônia de artistas, se tornando o núcleo da escultura no país.
Em 1972, com os conflitos de guerrilha, a fazenda passa por dificuldades e o número de artesãos cai para 30. No ano de 1973, Bloomfield vende a fazenda, mas continua sendo o diretor até sua aposentadoria, em 2007. E a fazenda passa a ser de propriedade do escultor Dominic Benhura.

## A colônia
Na comunidade moram 70 famílias, estimando cerca de 350 habitantes (ano de 2000). As residências são cabanas tradicionais feitas de parede de barro e telhado de palha. Geralmente, cada família possui três cabanas, sendo uma para cozinha, uma para sala e uma para o quarto. E a comunidade possui cabanas extras para visitantes.
Os artesãs recebem gratuitamente a matéria prima para confeccionar suas esculturas e a organização administra a mineração das pedras, água e luz, e recebe 35% de comissão sobre as vendas das peças.
No local há a exposição das obras de arte ao ar livre, chamada jardim das esculturas e um museu que conta a história da colônia e expões algumas peças da primeira geração de artistas da comunidade.